# Винторовка (Середино-Будский район)

Винторовка (укр. Винторівка) — село,
Середина-Будский городской совет,
Середино-Будский район,
Сумская область,
Украина.
Код КОАТУУ — 5924410101. Население по переписи 2001 года составляло 34 человека .

## Географическое положение
Село Винторовка находится на левом берегу реки Уличка,
выше по течению на расстоянии в 2 км расположено село Хлебороб,
ниже по течению на расстоянии в 2 км расположено село Полянка,
на противоположном берегу — село Улица (Брянская область).

## История
Винторовка была основана во второй четверти XVIII века. Со дня основания она имела статус хутора и в 1750 году входила в состав Ямпольской сотни Нежинского полка.
В 1764 году Винторовка вместе с Середина-Будой и Гавриловой Слободой была пожалована на ранг генерал-губернатору Малороссии Петру Александровичу Румянцеву-Задунайскому. На момент описания Новгород-Северского наместничества 1779–1781 гг. он владел в населённом пункте 9 дворами и 10 хатами, в которых проживало 10 обывателей со своими семьями. Большинство из них земледелием занимались мало из-за отсутствия пахотных земель, а «содержание и прибыль свою имели от бондарного ремесла».
После смерти П.А Румянцева-Задунайского, наступившей 8 декабря 1796 года Винторовка оставалась свободной.
В 1859 году в ней числилось 7 дворов, в которых проживало 50 жителей, принадлежавших к разным сословиям, преимущественно мещанам.